# Макгрудер, Родни
Родни Кристиан Макгрудер (англ. Rodney Christian McGruder; род. 29 июля 1991, Ландовер, Мэриленд) — американский профессиональный баскетболист, играющий на позиции атакующего защитника.

## Профессиональная карьера

### Ранняя карьера
После того, как Макгрудер не был выбран на драфте НБА 2013 года, он присоединился к клубу «Орландо Мэджик» для участия в Летней лиге в Орландо, а затем к клубу «Шарлотт Бобкэтс» В Летней лиге в Лас-Вегасе. 27 сентября 2013 года он подписал контракт с клубом «Оклахома-Сити Тандер». Однако уже 25 октября 2013 года он был отчислен из «Оклахомы».
В ноябре 2013 года Макгрудер подписал контракт с венгерским клубом «Атомерёмю».
В июле 2014 года Макгрудер присоединялся к «Голден Стэйт Уорриорз» для участия в Летней Лиге НБА. 29 сентября 2014 года он подписал контракт с «Бостон Селтикс». Но опять же 27 октября 2014 года он был отчислен из «Селтикс». Через 4 дня он подписал контракт с фарм-клубом «Бостона» в Д-Лиге, клубом «Мэн Ред Клоз». 26 марта 2015 года он был отчислен из «Мэн Ред Клоз», за клуб он провёл 26 игр. Через 4 дня он был подписан клубом «Су-Фолс Скайфорс».
В июле 2015 года Макгрудер привлекался к играм за «Майами Хит» в Летней лиге. 2 ноября 2015 года он подписал новый контракт с «Су-Фолс Скайфорс». Он помог «Су-Фолс» закончить регулярный сезон с рекордным для клуба соотношением побед (40) к поражениям (10), а также выиграть в финале плей-офф у «Лос-Анджелес Ди-Фендерс».

### Майами Хит (2016—2019)
В июле 2016 года Макгрудер снова сыграл за «Майами Хит» в Летней лиге. 7 июля 2016 года он подписал трёхлетний частично гарантированный контракт с «Хит». 26 октября 2016 года, в первом матче сезона, Макгрудер дебютировал в НБА в матче против «Орландо Мэджик». За почти 24 минуты на площадке он набрал 6 очков, 3 подбора и 2 перехвата и помог выиграть со счётом 108:96. 6 февраля 2017 года он набрал рекордные для себя 15 очков в матче против клуба «Миннесота Тимбервулвз».
12 октября 2017 года Макгрудер получил стрессовый перелом левой ноги и выбыл до февраля 2018 года.
10 ноября 2018 года Макгрудер обновил личный рекорд результативности, набрав 22 очка в проигранном матче против «Вашингтон Уизардс».
7 апреля 2019 года Макгрудер был отчислен из «Майами Хит».

### Лос-Анджелес Клипперс (2019—2020)
9 апреля 2019 года «Клипперс» заключили контракт с Макгрудером.

### Детройт Пистонс (2020—2023)
19 ноября 2020 года в результате трёхстороннего обмена Макгрудер оказался в «Детройт Пистонс».
6 августа 2021 года Макгрудер был отчислен «Пистонс».Однако 11 августа он вновь подписал контракт с клубом.
10 января 2022 года Макгрудер был обменян вместе с пиком второго раунда драфта 2022 года от «Бруклин Нетс» в «Денвер Наггетс» на Бола Бола. Однако 13 января 2022 года сделка была аннулирована после того, как Бол не прошел медосмотр, и Макгрудер вернулся в «Пистонс».
1 августа 2022 года Макгрудер вновь подписал контракт с «Пистонс».

### Голден Стэйт Уорриорз (2023)
28 сентября 2023 года Макгрудер подписал контракт с командой «Голден Стэйт Уорриорз». 21 октября игрок был отчислен.

## Статистика

### Статистика в НБА
| Сезон                                                                                    | Команда  | Регулярный сезон | Регулярный сезон | Регулярный сезон | Регулярный сезон | Регулярный сезон | Регулярный сезон | Регулярный сезон | Регулярный сезон | Регулярный сезон | Регулярный сезон | Регулярный сезон | Серия плей-офф | Серия плей-офф | Серия плей-офф | Серия плей-офф | Серия плей-офф | Серия плей-офф | Серия плей-офф | Серия плей-офф | Серия плей-офф | Серия плей-офф | Серия плей-офф |
| Сезон                                                                                    | Команда  | GP               | GS               | MPG              | FG%              | 3P%              | FT%              | RPG              | APG              | SPG              | BPG              | PPG              | GP             | GS             | MPG            | FG%            | 3P%            | FT%            | RPG            | APG            | SPG            | BPG            | PPG            |
| ---------------------------------------------------------------------------------------- | -------- | ---------------- | ---------------- | ---------------- | ---------------- | ---------------- | ---------------- | ---------------- | ---------------- | ---------------- | ---------------- | ---------------- | -------------- | -------------- | -------------- | -------------- | -------------- | -------------- | -------------- | -------------- | -------------- | -------------- | -------------- |
| 2016/17                                                                                  | Майами   | 78               | 65               | 25,2             | 41,3             | 33,2             | 62,0             | 3,3              | 1,6              | 0,6              | 0,2              | 6,4              | Не участвовал  | Не участвовал  | Не участвовал  | Не участвовал  | Не участвовал  | Не участвовал  | Не участвовал  | Не участвовал  | Не участвовал  | Не участвовал  | Не участвовал  |
| 2017/18                                                                                  | Майами   | 18               | 2                | 16,6             | 49,3             | 42,9             | 50,0             | 1,8              | 0,9              | 0,4              | 0,2              | 5,1              | 4              | 0              | 4,0            | 25,0           | 0,0            | 0,0            | 1,0            | 0,0            | 0,0            | 0,0            | 0,5            |
| 2018/19                                                                                  | Майами   | 66               | 45               | 23,5             | 40,3             | 35,1             | 72,2             | 3,6              | 1,7              | 0,5              | 0,2              | 7,6              | Не участвовал  | Не участвовал  | Не участвовал  | Не участвовал  | Не участвовал  | Не участвовал  | Не участвовал  | Не участвовал  | Не участвовал  | Не участвовал  | Не участвовал  |
| 2019/20                                                                                  | Клипперс | 56               | 4                | 15,6             | 39,8             | 27,0             | 55,9             | 2,7              | 0,6              | 0,5              | 0,1              | 3,3              | 5              | 0              | 3,1            | 60,0           | 66,7           | 0,0            | 0,8            | 0,4            | 0,0            | 0,0            | 1,6            |
| 2020/21                                                                                  | Детройт  | 16               | 2                | 12,1             | 52,9             | 45,8             | 75,0             | 1,4              | 1,0              | 0,5              | 0,1              | 5,7              | Не участвовал  | Не участвовал  | Не участвовал  | Не участвовал  | Не участвовал  | Не участвовал  | Не участвовал  | Не участвовал  | Не участвовал  | Не участвовал  | Не участвовал  |
| 2021/22                                                                                  | Детройт  | 51               | 2                | 14,8             | 43,6             | 39,7             | 73,1             | 2,2              | 0,9              | 0,4              | 0,1              | 5,4              | Не участвовал  | Не участвовал  | Не участвовал  | Не участвовал  | Не участвовал  | Не участвовал  | Не участвовал  | Не участвовал  | Не участвовал  | Не участвовал  | Не участвовал  |
| 2022/23                                                                                  | Детройт  | 33               | 12               | 15,9             | 40,8             | 42,3             | 81,8             | 2,2              | 0,8              | 0,5              | 0,0              | 5,5              | Не участвовал  | Не участвовал  | Не участвовал  | Не участвовал  | Не участвовал  | Не участвовал  | Не участвовал  | Не участвовал  | Не участвовал  | Не участвовал  | Не участвовал  |
|                                                                                          | Всего    | 318              | 132              | 19,4             | 42,0             | 36,0             | 67,2             | 2,8              | 1,2              | 0,5              | 0,2              | 5,7              | 9              | 0              | 3,5            | 44,4           | 40,0           | 0,0            | 0,9            | 0,2            | 0,0            | 0,0            | 1,1            |
| Наведите курсор мыши на аббревиатуры в заголовке таблицы, чтобы прочесть их расшифровку. |          |                  |                  |                  |                  |                  |                  |                  |                  |                  |                  |                  |                |                |                |                |                |                |                |                |                |                |                |

### Статистика в Джи-Лиге
| Сезон                                                                                    | Команда          | Регулярный сезон | Регулярный сезон | Регулярный сезон | Регулярный сезон | Регулярный сезон | Регулярный сезон | Регулярный сезон | Регулярный сезон | Регулярный сезон | Регулярный сезон | Регулярный сезон | Серия плей-офф | Серия плей-офф | Серия плей-офф | Серия плей-офф | Серия плей-офф | Серия плей-офф | Серия плей-офф | Серия плей-офф | Серия плей-офф | Серия плей-офф | Серия плей-офф |
| Сезон                                                                                    | Команда          | GP               | GS               | MPG              | FG%              | 3P%              | FT%              | RPG              | APG              | SPG              | BPG              | PPG              | GP             | GS             | MPG            | FG%            | 3P%            | FT%            | RPG            | APG            | SPG            | BPG            | PPG            |
| ---------------------------------------------------------------------------------------- | ---------------- | ---------------- | ---------------- | ---------------- | ---------------- | ---------------- | ---------------- | ---------------- | ---------------- | ---------------- | ---------------- | ---------------- | -------------- | -------------- | -------------- | -------------- | -------------- | -------------- | -------------- | -------------- | -------------- | -------------- | -------------- |
| 2014/15                                                                                  | Мэн Ред Клоз     | 26               | 7                | 22,9             | 46,6             | 33,3             | 58,1             | 4,0              | 1,3              | 0,5              | 0,1              | 9,6              | Не участвовал  | Не участвовал  | Не участвовал  | Не участвовал  | Не участвовал  | Не участвовал  | Не участвовал  | Не участвовал  | Не участвовал  | Не участвовал  | Не участвовал  |
| 2014/15                                                                                  | Су-Фолс Скайфорс | 3                | 0                | 24,7             | 52,9             | 42,9             | 100,0            | 3,7              | 2,0              | 0,3              | 0,0              | 7,3              | 3              | 0              | 25,8           | 47,6           | 25,0           | 100,0          | 5,0            | 0,7            | 0,0            | 0,0            | 7,7            |
| 2015/16                                                                                  | Су-Фолс Скайфорс | 48               | 44               | 37,5             | 51,3             | 38,4             | 73,9             | 5,3              | 2,3              | 1,4              | 0,3              | 15,8             | 7              | 7              | 42,3           | 50,9           | 37,3           | 72,2           | 5,9            | 2,0            | 1,0            | 0,3            | 22,7           |
| 2017/18                                                                                  | Су-Фолс Скайфорс | 2                | 2                | 22,5             | 43,3             | 9,1              | 0,0              | 5,0              | 1,0              | 0,5              | 0,0              | 13,5             | Не участвовал  | Не участвовал  | Не участвовал  | Не участвовал  | Не участвовал  | Не участвовал  | Не участвовал  | Не участвовал  | Не участвовал  | Не участвовал  | Не участвовал  |
|                                                                                          | Всего            | 79               | 53               | 31,8             | 49,8             | 36,6             | 69,4             | 4,8              | 2,0              | 1,0              | 0,2              | 13,4             | 10             | 7              | 37,4           | 50,4           | 35,6           | 73,0           | 5,6            | 1,6            | 0,7            | 0,2            | 18,2           |
| Наведите курсор мыши на аббревиатуры в заголовке таблицы, чтобы прочесть их расшифровку. |                  |                  |                  |                  |                  |                  |                  |                  |                  |                  |                  |                  |                |                |                |                |                |                |                |                |                |                |                |

### Статистика в колледже
| Сезон                                                                                   | Команда      | GP  | GS  | MPG  | FG%  | 3P%  | FT%  | RPG | APG | SPG | BPG | PPG  |  |
| --------------------------------------------------------------------------------------- | ------------ | --- | --- | ---- | ---- | ---- | ---- | --- | --- | --- | --- | ---- |  |
| 2009/10                                                                                 | Канзас Стэйт | 33  | 0   | 12,3 | 49,5 | 41,9 | 72,0 | 2,8 | 0,5 | 0,3 | 0,3 | 3,9  |  |
| 2010/11                                                                                 | Канзас Стэйт | 34  | 34  | 30,6 | 43,8 | 40,6 | 71,0 | 5,9 | 1,5 | 0,7 | 0,2 | 11,1 |  |
| 2011/12                                                                                 | Канзас Стэйт | 33  | 33  | 32,9 | 46,2 | 38,5 | 80,2 | 5,2 | 1,4 | 1,2 | 0,3 | 15,8 |  |
| 2012/13                                                                                 | Канзас Стэйт | 35  | 34  | 33,5 | 44,2 | 33,6 | 75,2 | 5,4 | 2,0 | 1,3 | 0,3 | 15,6 |  |
|                                                                                         | Всего        | 135 | 101 | 27,4 | 45,1 | 38,0 | 75,9 | 4,8 | 1,4 | 0,9 | 0,3 | 11,7 |  |
| Наведите курсор мыши на аббревиатуры в заголовке таблицы, чтобы прочесть их расшифровку |              |     |     |      |      |      |      |     |     |     |     |      |  |